# Christoph Friedrich Freudenreich

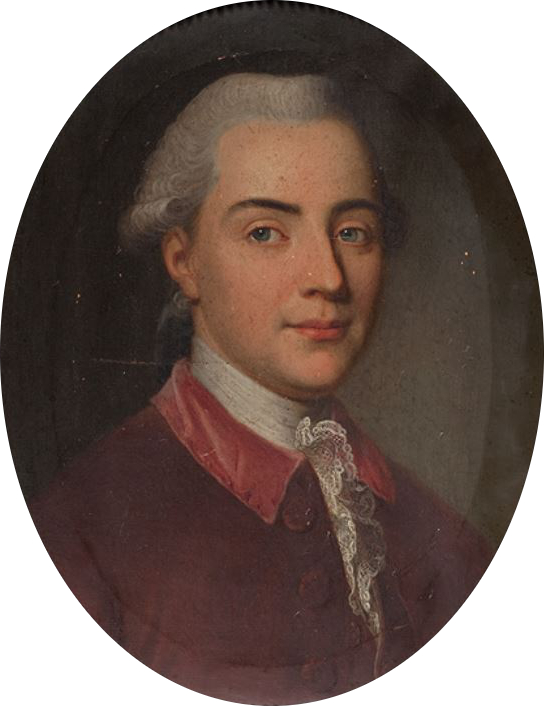
Christoph Friedrich Freudenreich, Bildnis von Jakob Emanuel Handmann

Christoph Friedrich Freudenreich (* 8. November 1748 in Bern; † 8. Februar 1821 ebenda) war ein Schweizer Politiker im Kanton Bern.
Freudenreich reiste nach England und Schottland und studierte an der University of St Andrews. Zu seinem Abschied verlieh ihm die Stadt das Ehrenbürgerrecht und die Universität den Titel eines Doctor iuris honoris causa. Auf seiner Rückreise nach Bern verbrachte er einige Zeit am französischen Hof in Fontainebleau. Er heiratete 1776 Elisabeth Tscharner, Tochter des Niklaus Emanuel Tscharner und der Elisabeth Tscharner. 1785 gelangte er in den Grossen Rat und war von 1795 bis 1798 letzter Landvogt auf dem Thorberg. 1803 wurde er erneut Grossrat und erster bernischer Gesandter an die Tagsatzung in Freiburg. 1807 bis 13 amtierte er als Schultheiss und ab 1814 wieder als Grossrat sowie als Präsident des Appellationsgerichts.